# Sarcofaag van Simpelveld
De sarcofaag van Simpelveld is een gebeeldhouwde, zandstenen sarcofaag uit de Romeinse tijd, in 1930 gevonden in het Nederlands-Limburgse dorp Simpelveld, thans in de collectie van het Rijksmuseum van Oudheden te Leiden (objectnr. I 1930/12.1). Replica's bevinden zich in de hal van het gemeentehuis van Simpelveld en het Thermenmuseum in Heerlen.

## Geschiedenis
De sarcofaag werd op 11 december 1930, samen met twee andere zandstenen sarcofagen, gevonden toen mijnwerker Andreas J. Wierts uit Simpelveld graafwerkzaamheden op zijn terrein aan de Stampstraat in het centrum van het dorp uitvoerde. Van de drie askisten waren er twee geplunderd. De derde, welke bekend werd onder de naam "sarcofaag van Simpelveld" bevatte nog een aantal grafgiften: enkele gouden sieraden, een zilveren spiegeltje, een glazen flesje, een flacon van aardewerk en een paar andere voorwerpen.
Vier dagen na de vondst berichtte de Limburger Koerier over de ontdekking van de askist: “Bij een nader onderzoek van deze vondst door dr. Beckers te Beek is gebleken, dat zij een der mooiste Romeinsche gaat worden, die we in Limburg al hebben gedaan. Bij de opening n.l. der zandstenen kist, bleek zij inwendig helemaal in haut relief gebeeldhouwd te zijn.”
In 1937 werden op ongeveer 150 meter afstand van de vindplaats van de sarcofaag de sporen van een villa rustica gevonden, die later bekend werd als de Romeinse villa Simpelveld-De Molt. Wellicht heeft de vrouw, waarvan de asresten in de kist begaven zijn en die waarschijnlijk in reliëf is afgebeeld, daar gewoond. Het gebied rond Simpelveld lag ten tijde van de Romeinse oudheid in de provincie Germania Inferior.

## Beschrijving
De zandstenen sarcofaag, eigenlijk een askist omdat er crematieresten waren aangetroffen, heeft vermoedelijk gediend tot graf van een vooraanstaande Romeinse of Gallo-Romeinse dame. De kist meet 2,40 meter bij 1,05 meter en heeft een deksel, dat echter gebroken is. Volgens het Rijksmuseum voor Oudheden dateert de sarcofaag van na 200 n.Chr. (3e eeuw). Aan een van de lange zijden is een vrouw afgebeeld, liggend op een bed. Dit is niet, zoals doet vermoeden, een gewoon bed maar een 'eetbed'. Het was in die tijd onder de Romeinen een gewoonte om liggend te eten. Dit hadden ze overgenomen van de Etrusken, die het op hun beurt weer hadden overgenomen van de Grieken. Naast haar is het interieur van haar huis weergegeven met meubels en ander huisraad.

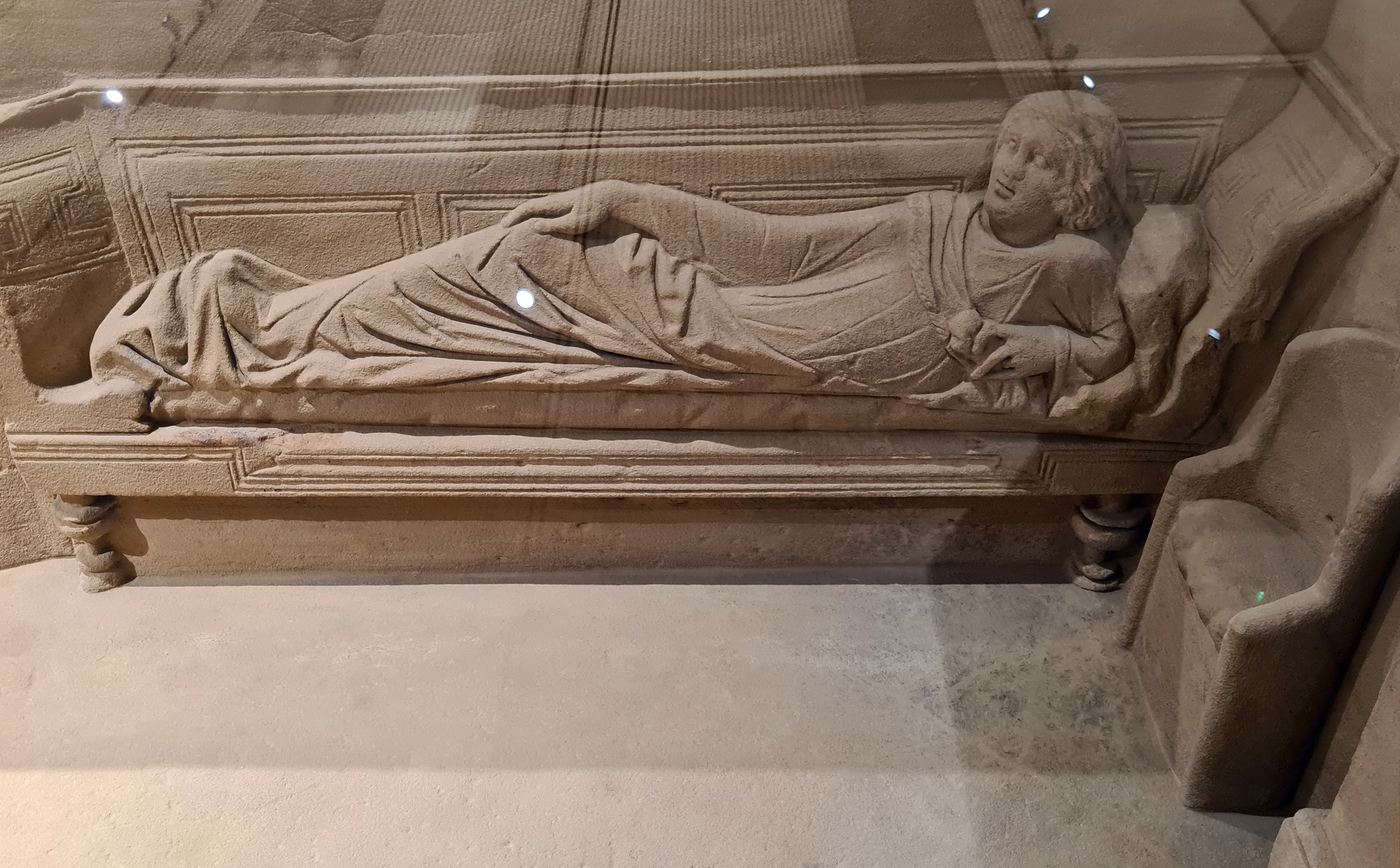
Liggende vrouw
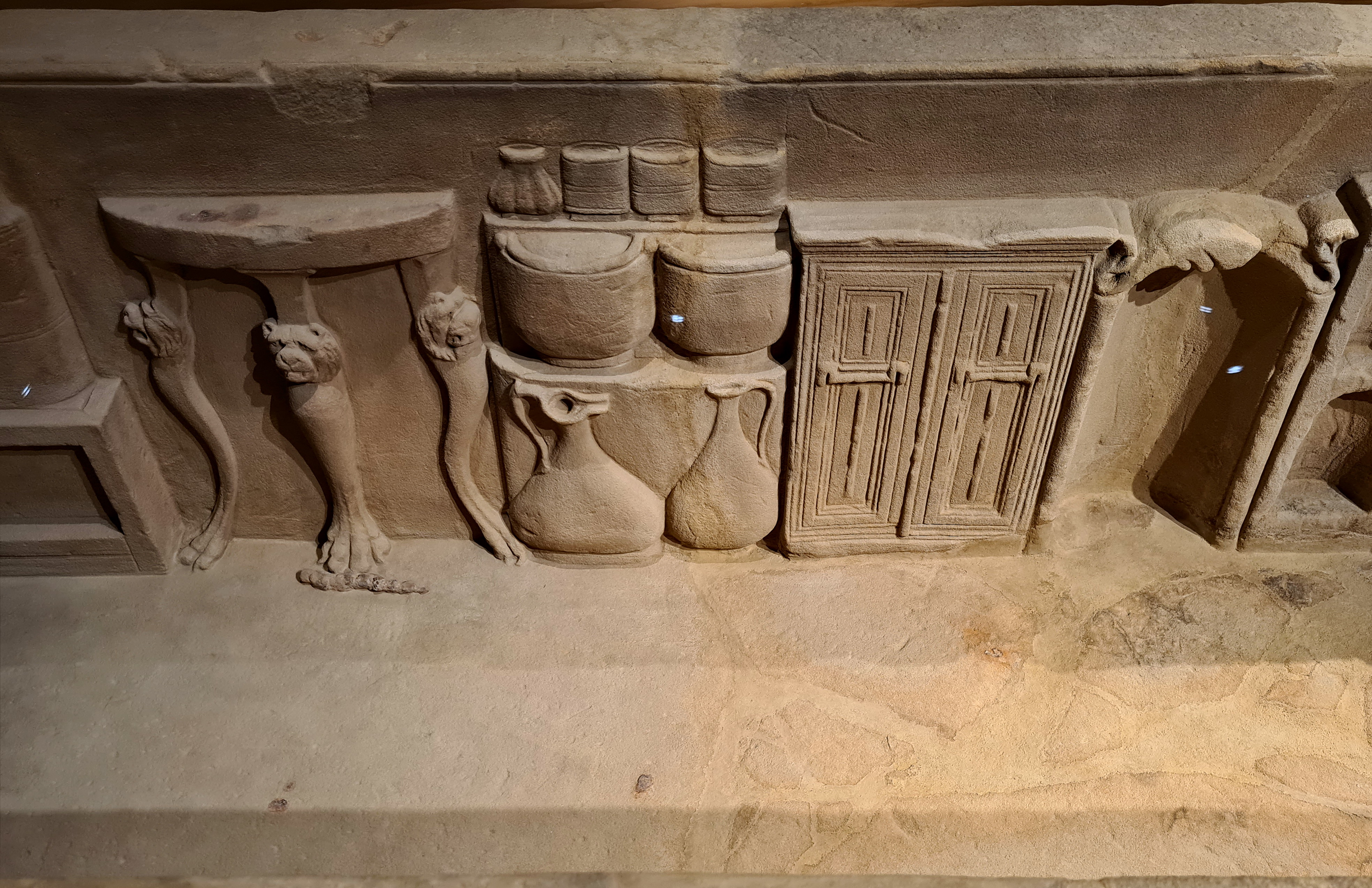
Huisraad
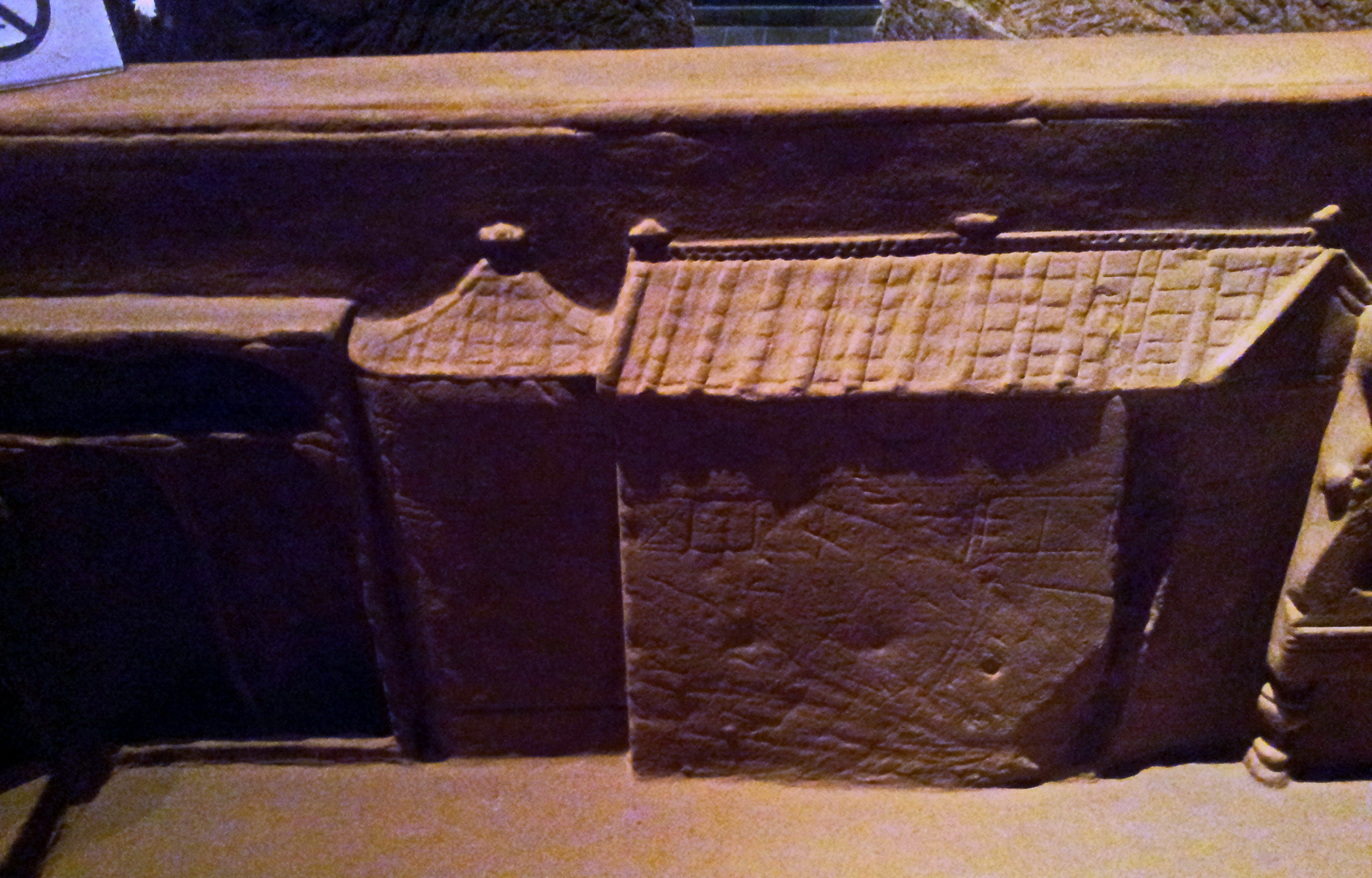
Woonhuis (replica)
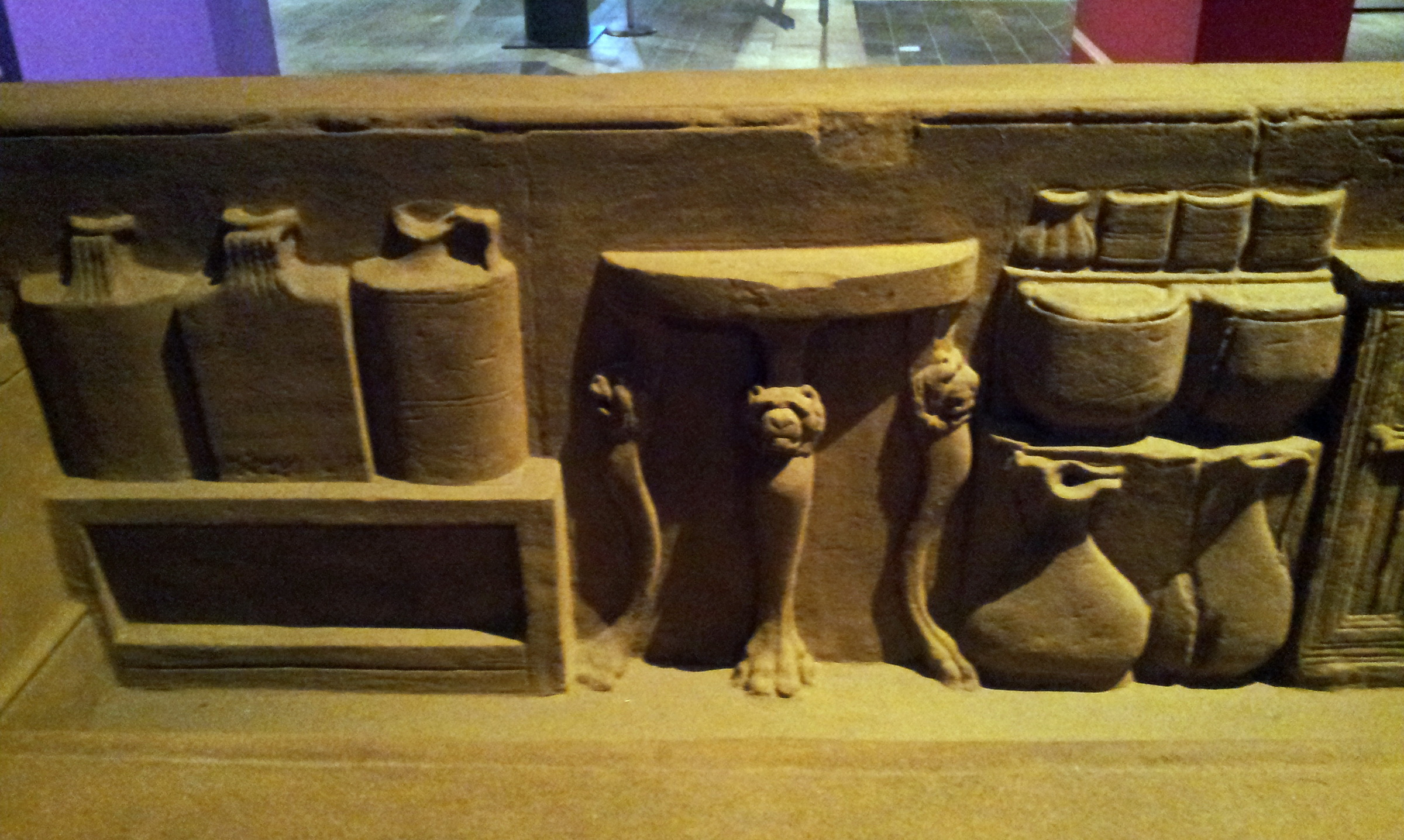
Huisraad (replica)

In de sarcofaag zijn behalve asresten van de overledene diverse waardevolle voorwerpen aangetroffen, sieraden en andere voorwerpen die als typische grafgift aan een vrouw werden meegegeven. Hieronder bevonden zich een gouden ketting, een gouden oorhanger, een drietal gouden ringen (twee met kostbare stenen en een met inscriptie), een kralenketting, een zilveren spiegel, een schaar, een schrijfstift en twee flesjes van glas en aardewerk. Van dat laatste zijn slechts vijf exemplaren bekend; de overige vier zijn in Duitsland gevonden. Alle voorwerpen uit de sarcofaag bevinden zich in de collectie van het Rijksmuseum van Oudheden.

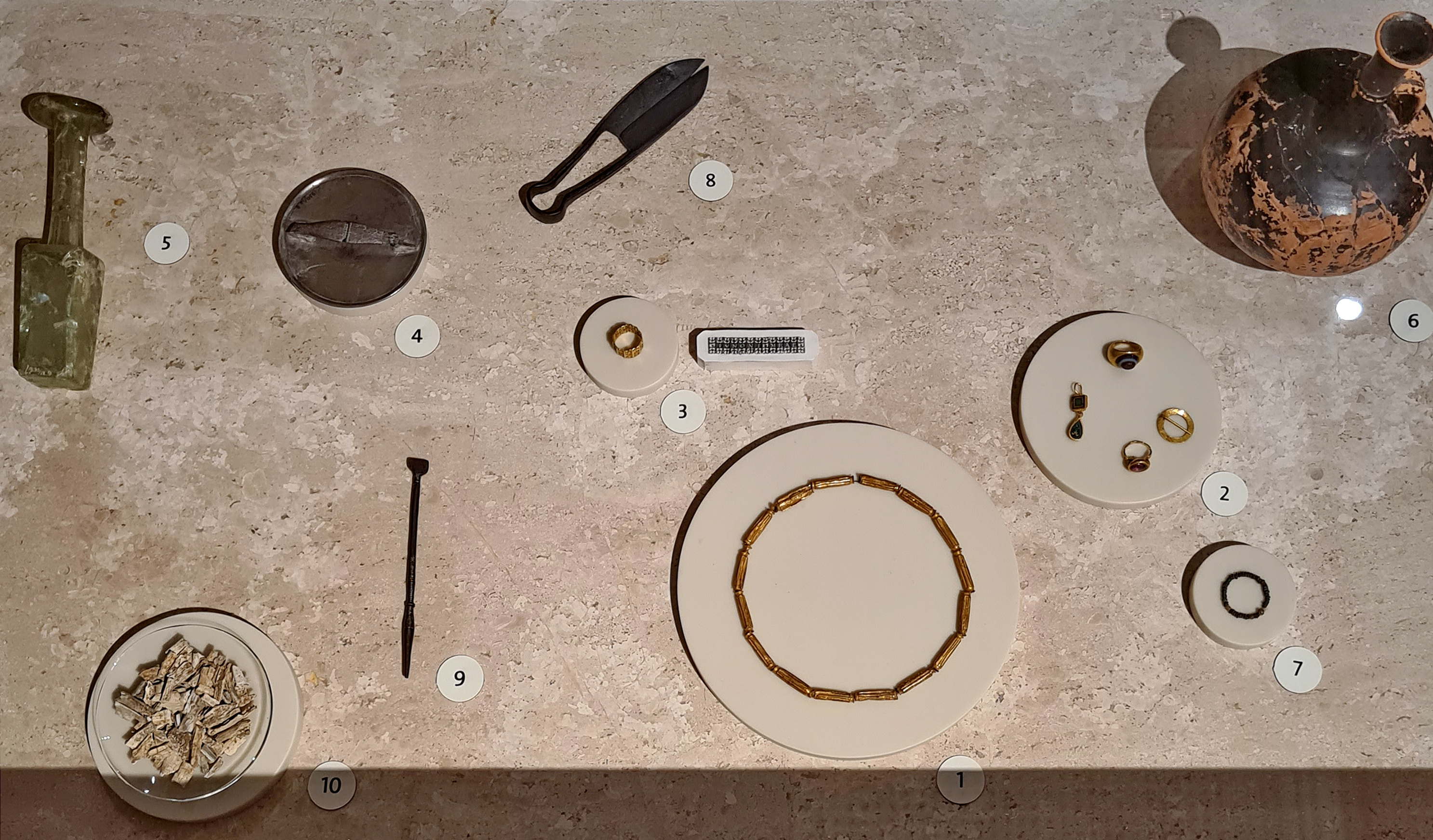
Grafvondsten uit de sarcofaag
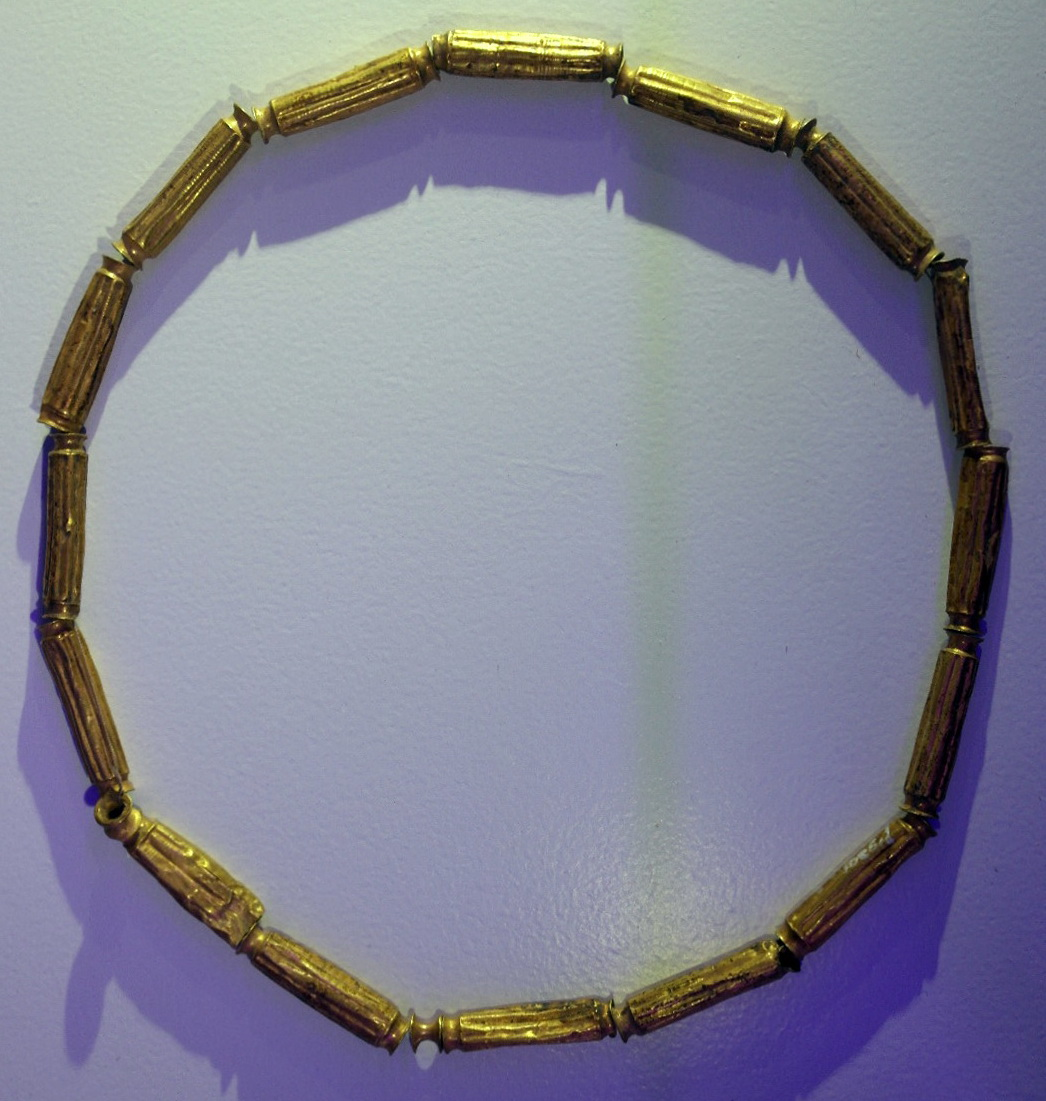
Gouden ketting
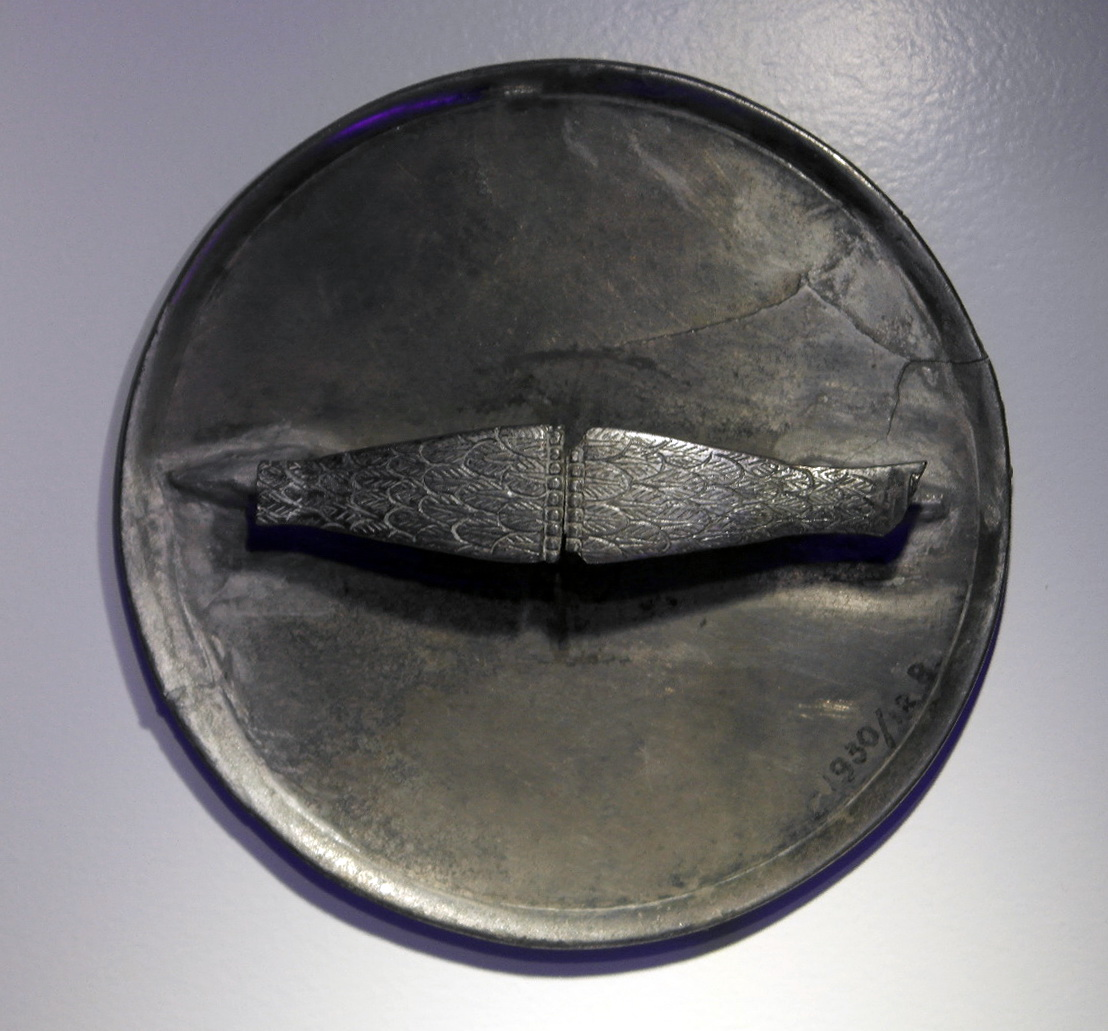
Zilveren spiegeltje
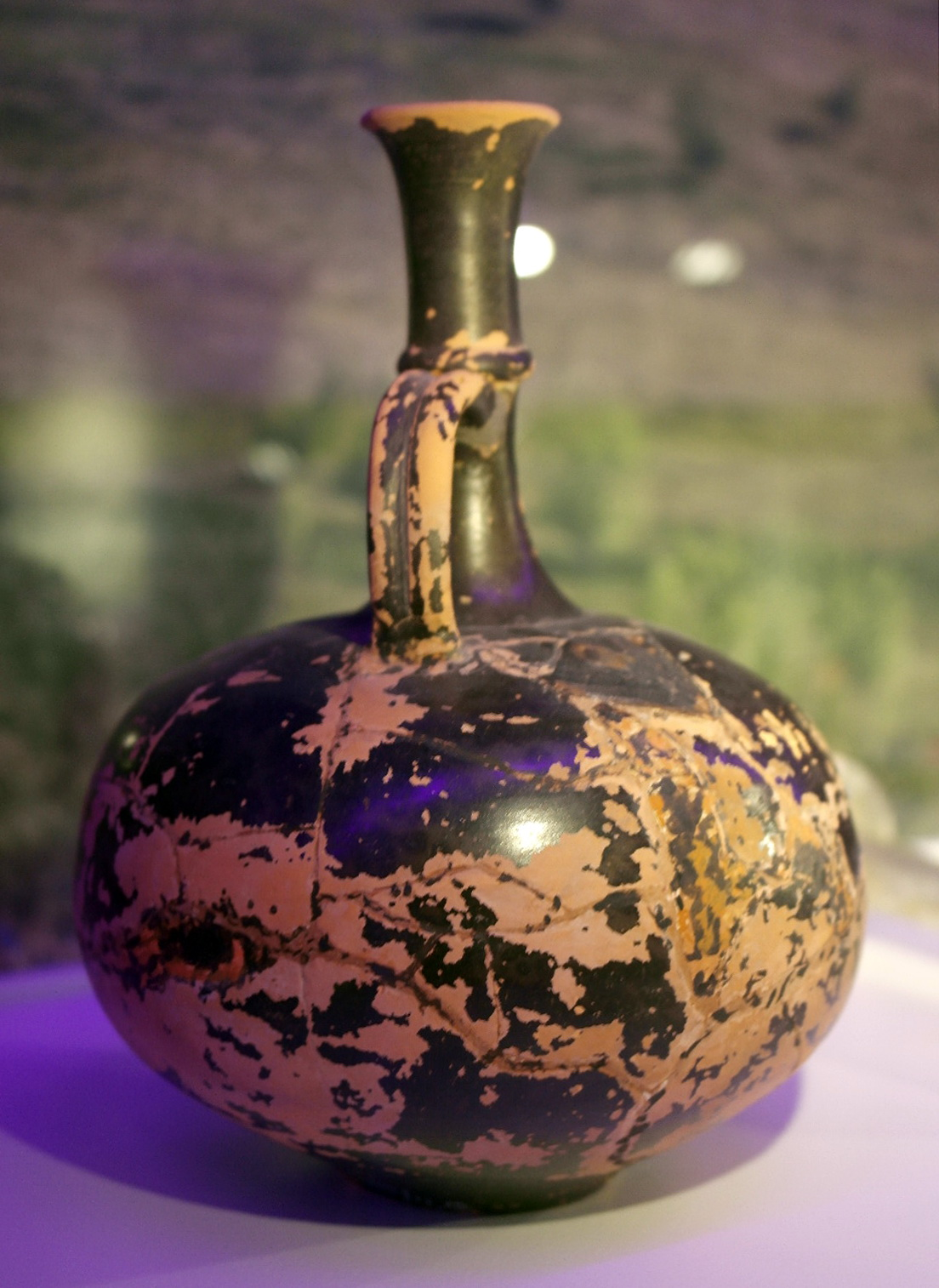
Aardewerk kruikje